# 中国海運集団
中国海運集団総公司（ちゅうごくかいうんしゅうだん、略称：中国海運、中国海運集団、中海集団、英語: China Shipping, チャイナシッピング）は、1997年に設立された中華人民共和国国務院管理の中国中央企業の1つで、貨物を航送することが主な仕事の大規模な国有企業の1つである。本社は上海市虹口区にある。

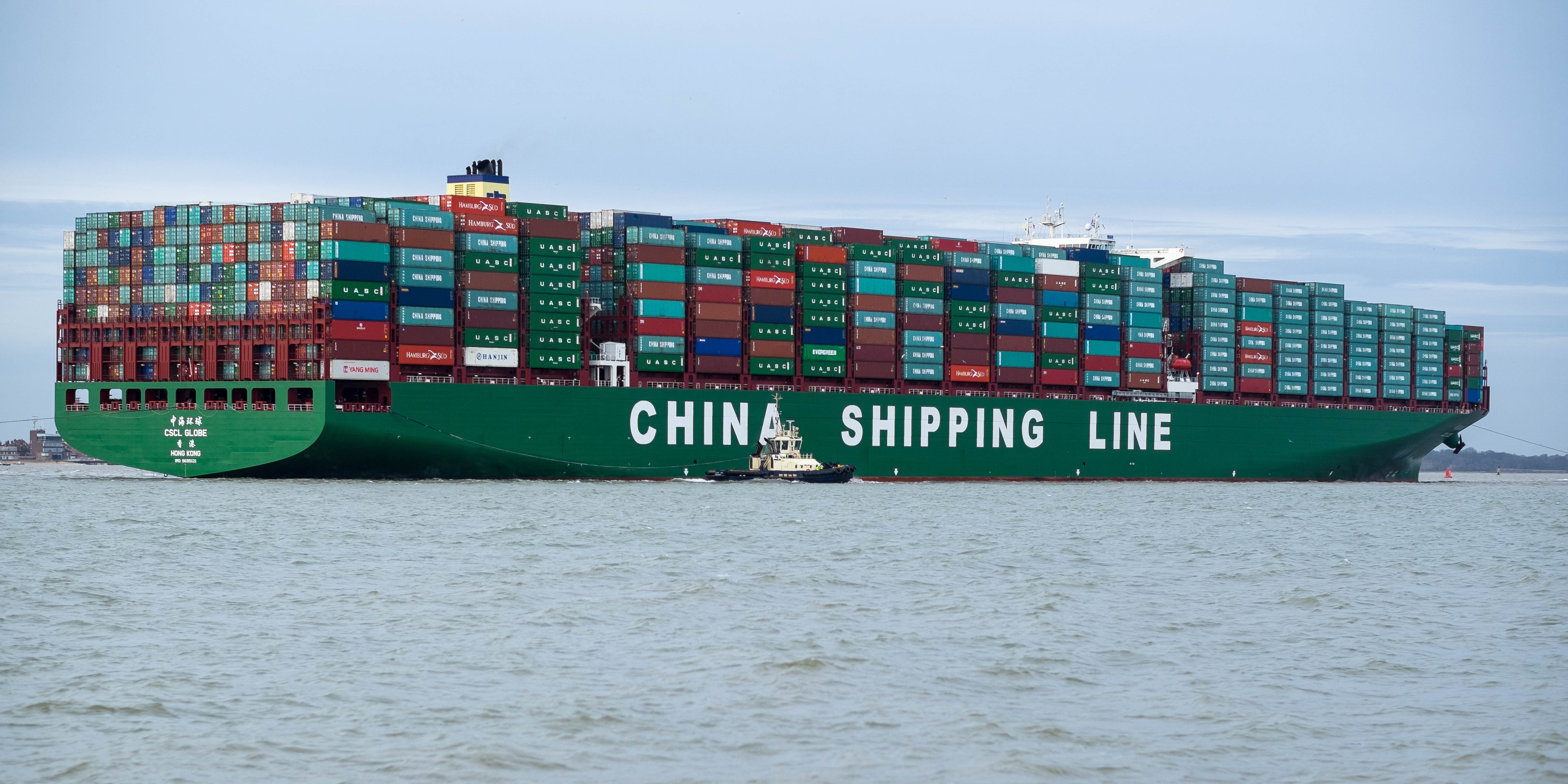

主な業務として、海上コンテナ、石油および液化ガスの運送、自動車の船輸。関連業務で、埠頭の経営、船舶の代行、船舶の修理、コンテナの製造、貿易、金融・投資などである。 
コンテナ船の運航やコンテナ輸送を行う子会社・中海集装箱運輸股份有限公司（中海集運、中海コンテナ）、中海発展股份有限公司、中海(南海)海盛貿易股份有限公司の3つの上場企業を傘下にもっている。
2016年2月に中国遠洋運輸集団公司（COSCOグループ）と合併し、中国遠洋海運集団有限公司（China COSCO Shippingグループ）となった。